# Marjorie Constance Caserio
Pour les articles homonymes, voir Caserio.
Marjorie Constance Caserio (née Beckett ; 26 février 1929 - 19 avril 2021) est une chimiste britannique. En 1975, elle reçoit la Médaille Garvan-Olin de l'American Chemical Society.

## Jeunesse et éducation
Caserio est née Marjorie Constance Beckett à Cricklewood, à Londres, en Angleterre. Elle fréquente la North London Collegiate School et commence à étudier la podologie au Chelsea College, mais développe rapidement une préférence pour la chimie et obtient son diplôme avec mention dans la matière en 1950. Elle reçoit une bourse "John Dill" de l'Union anglophone qui lui permet d'étudier au Collège Bryn Mawr aux États-Unis. Elle obtient une maîtrise en chimie en 1951. Sa thèse s'intitule The alkaline hydrolysis of ethyl p-alkybenzoates (L'hydrolyse alcaline des p -alkylbenzoates d'éthyle).
Pendant un an, elle travaille au Fulmer Research Institute dans la région rurale de Stoke Poges, en Angleterre, pour rechercher les effets des fluorures sur le titane, mais n'aime pas ce travail et décide de se lancer dans un doctorat en chimie. Elle interviewe le lauréat du prix Nobel Derek Barton et est acceptée au Birkbeck College de Londres, mais ne reçoit pas d'aide financière. Au lieu de cela, Caserio retourne à Bryn Mawr aux États-Unis, obtenant son doctorat en 1956 avec une thèse intitulée The kinetics of bromination of naphthalene (La Cinétique de la bromation du naphtalène).

## Carrière
Caserio est embauchée par John D. Roberts pour un poste postdoctoral au California Institute of Technology. Elle passe huit ans à Caltech, travaillant sur des composés cycliques à 3 et 4 chaînons,, les réactions des alcools avec le diazométhane, l'hydrolyse des sels de diaryliodonium, la désamination de l'acide nitreux, et les intermédiaires de réaction benzyne dans les réactions de Substitution nucléophile aromatique.
Elle collabore avec Roberts à la rédaction d'un manuel de chimie organique, Basic Principles of Organic Chemistry (Principes de base de la chimie organique), publié pour la première fois en 1964. Remarquable pour son exhaustivité et son accent alors inhabituel sur la spectroscopie, il s'avère extrêmement influent sur la manière dont le sujet est enseigné. Le chimiste Fred Caserio travaille également avec Roberts.
En 1964, Caserio est embauchée comme deuxième membre du corps professoral en chimie à la toute nouvelle université de Californie à Irvine où elle travaille sur les réactions d'addition dans les allènes ,, et sur la liaison et les réactions des composés soufrés,. Elle est l'une des premières scientifiques à utiliser la spectroscopie par résonance magnétique nucléaire pour étudier la cinétique et les mécanismes de ces réactions organiques, et la résonance cyclotronique ionique pour étudier les réactions en phase gazeuse,. Caserio devient professeure titulaire à l'UC Irvine en 1972 et présidente du département de chimie en 1987.
En 1990, elle devient vice-chancelière pour les affaires académiques à l'université de Californie à San Diego. Elle est ensuite chancelière par intérim et prend sa retraite en 1996.

## Vie privée
En 1957, elle épouse Fred Caserio; elle devient citoyenne américaine la même année.